# Estación de Virrei Amat
La estación Virrei Amat es una estación de ferrocarril metropolitano perteneciente a la línea 5 del Metro de Barcelona. Inaugurada en 1959 y ampliada en 2013, está situada debajo de la plaza de Virrey Amat y del paseo de Fabra i Puig en el distrito barcelonés de Nou Barris, siendo su propietaria la Generalidad de Cataluña y operada —al igual que el resto de la línea 5— por la empresa Transportes Metropolitanos de Barcelona. A su paso por la estación, las vías describen una curva, hecho por el cual están en peralte y el andén en curva. La estación dispone de dos vestíbulos y cinco accesos y tiene un tráfico de entre 16 000 y 20 000 viajeros diarios.
En el exterior de la estación se ubica la área de intercambio de autobús de Virrei Amat correspondiente a las líneas H6 y V27 de la Red Ortogonal de Autobuses.

## Historia
La estación fue proyectada por primera vez en 1953, cuando el Ayuntamiento de Barcelona acordó la creación de una nueva línea de metro, bautizada como Transversal Alto. Virrei Amat sería una de las cuatro nuevas estaciones intermedias que, sucediendo a Vilapiscina y precediendo a Maragall y Viviendas de Congreso, formaría parte de un ramal que conectaría la estación de Sagrera, que venía dando servicio a El Transversal, con una nueva estación en la plaza de Ibiza del barrio de Horta. El nombre de la estación se debe a que está ubicada en la plaza de Virrey Amat, que hace referencia al militar y administrador colonial español Manuel de Amat y Junient, virrey del Perú entre 1761 y 1766.

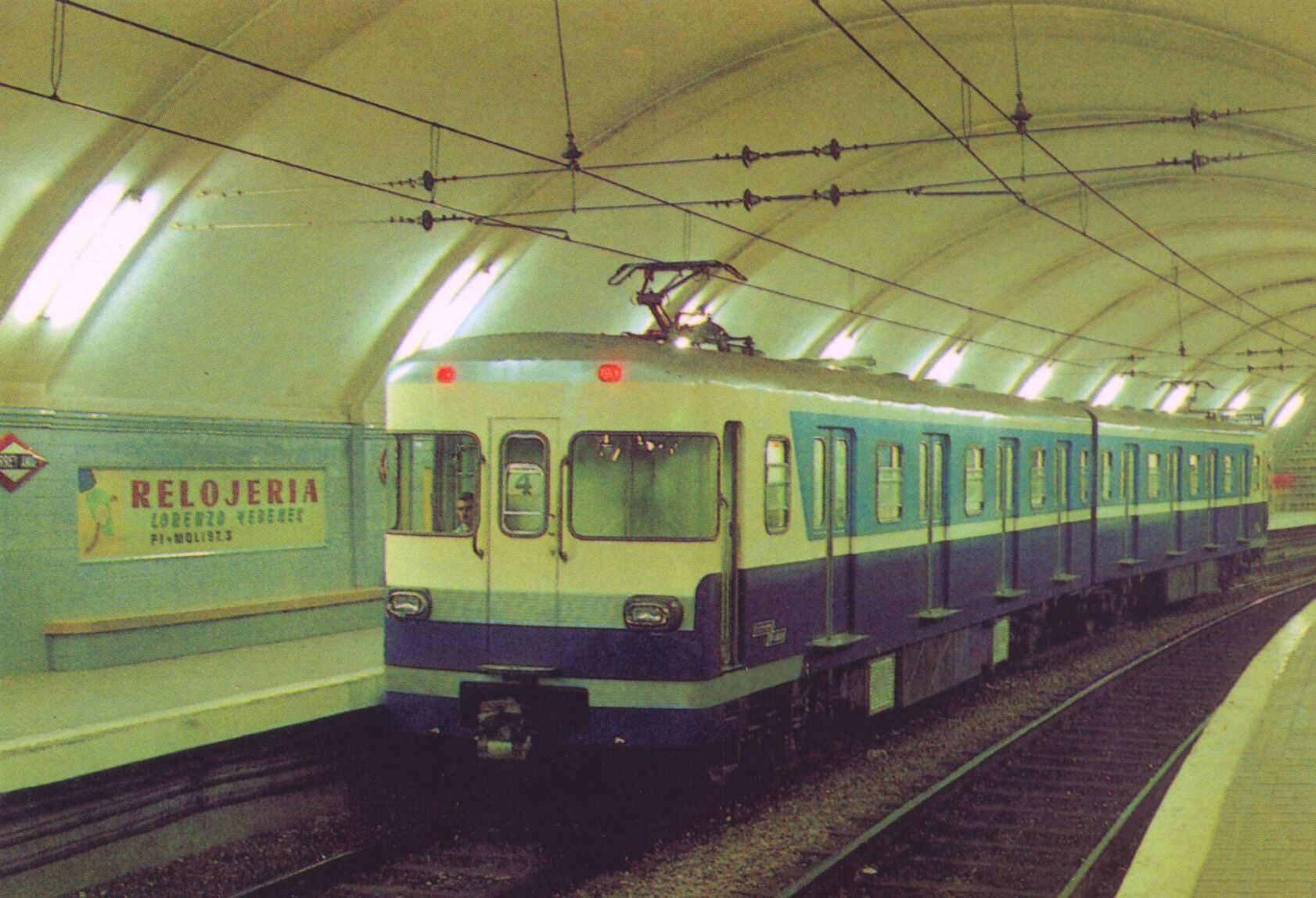
Estación de Virrei Amat en 1971.

El 27 de mayo de 1955, las obras de construcción del tramo entre Sagrera y Vilapiscina, pasando por Virrey Amat (nombre original de la estación), fueron adjudicadas a la empresa Ferrocarril Metropolitano de Barcelona S.A. Cuatro años después, el 21 de julio de 1959 se celebró el acto inaugural de dicho tramo que estuvo presidido por el alcalde de la ciudad, José María de Porcioles, y el arzobispo de Barcelona, Gregorio Modrego.
En 1961, tras la fusión de los dos compañías que operaban el metro barcelonés (Gran Metropolitano de Barcelona S.A. y Ferrocarril Metropolitano de Barcelona S.A.), la línea Sagrera-Vilapiscina pasó a denominarse línea II. En junio de 1970, la línea II quedó absorbida por la Línea V que en 1982 adoptó la numeración arábiga y pasó a llamarse línea 5, al tiempo que la estación cambió su nomenclatura por la forma catalana, Virrei Amat.

### Accidente de 1975
La noche del 30 de octubre de 1975 la estación de Virrei Amat fue el escenario del accidente más grave de la historia del metro de Barcelona. La colisión de dos trenes se saldó con dos víctimas mortales y más de 200 pasajeros heridos, una treintena con pronóstico grave o muy grave. El accidente se produjo cuando un convoy que había salido de la estación, con dirección Vilapicina, súbitamente retrocedió marcha atrás por causas desconocidas chocando con otro convoy que, en ese momento, entraba en la estación.
La investigación apuntó como posible causa del siniestro el fallo múltiple en los distintos sistemas de freno del convoy que provocó el accidente lo que, unido a la pendiente del tramo, acrecentó la virulencia del impacto. A causa del choque, la cabina del segundo tren quedó destrozada y el maquinista, Enrique Cuartero, falleció en el acto. La segunda víctima mortal, Ángel Higueras, falleció un mes más tarde en la Residencia Sanitaria Francisco Franco. Hasta el accidente en el metro de Valencia de 2006, el de Virrei Amat era el accidente de metro más grave en España.

### Remodelación y enlace con la Línea 4
Debido a la proximidad de los túneles de la línea 5 (L5) y la línea 4 (L4) a su paso por la plaza de Virrey Amat, la Autoridad del Transporte Metropolitano propuso en el Plan Director de Infraestructuras 2001-2010 (PDI 2001-2010) la construcción de una nueva estación en la L4 próxima a la estación, bajo la calle del Doctor Pi i Molist, creando un pasillo de conexión con la estación ya existente de la L5. No obstante, este proyecto nunca se llevó a cabo.
El coste total de la obra se estimó en 24,3 millones de euros, previendo su finalización para mediados de 2006. La actuación incluía construir un vestíbulo común para las líneas L4 y L5 de 780 m² y dos andenes para la nueva estación de 100 m de largo por 4 m de ancho. Esta nueva estación de la L4, denominada en el proyecto Virrei Amat, quedaría intercalada en el tramo entre las estaciones de Maragall y Llucmajor, uno de los más largos del metro de Barcelona con 1,6 kilómetros de distancia, cuando la distancia media entre paradas en la red barcelonesa es de 650 metros. Sin embargo, en 2008 el proyecto fue definitivamente descartado por el Departamento de Política Territorial y Obras Públicas de la Generalidad de Cataluña por considerar que el coste era demasiado elevado en relación con el número de pasajeros que podían resultar beneficiados, unos 400 al día. En cambio, el director general de Transport Terrestre anunció la reforma y mejora de la conexión entre la L4 y L5 en la estación de Maragall, además de hacer la siguiente declaración sobre el proyecto descartado en Virrei Amat:

«No tiene sentido crear dos conexiones entre las mismas líneas en dos paradas contiguas, por ello hemos optado por remodelar Maragall, que es la que tiene más demanda según los estudios que se han hecho.»
Sr. Villalante, director general de Transport Terrestre. La Vanguardia

### Años 2010. Ampliación de la estación

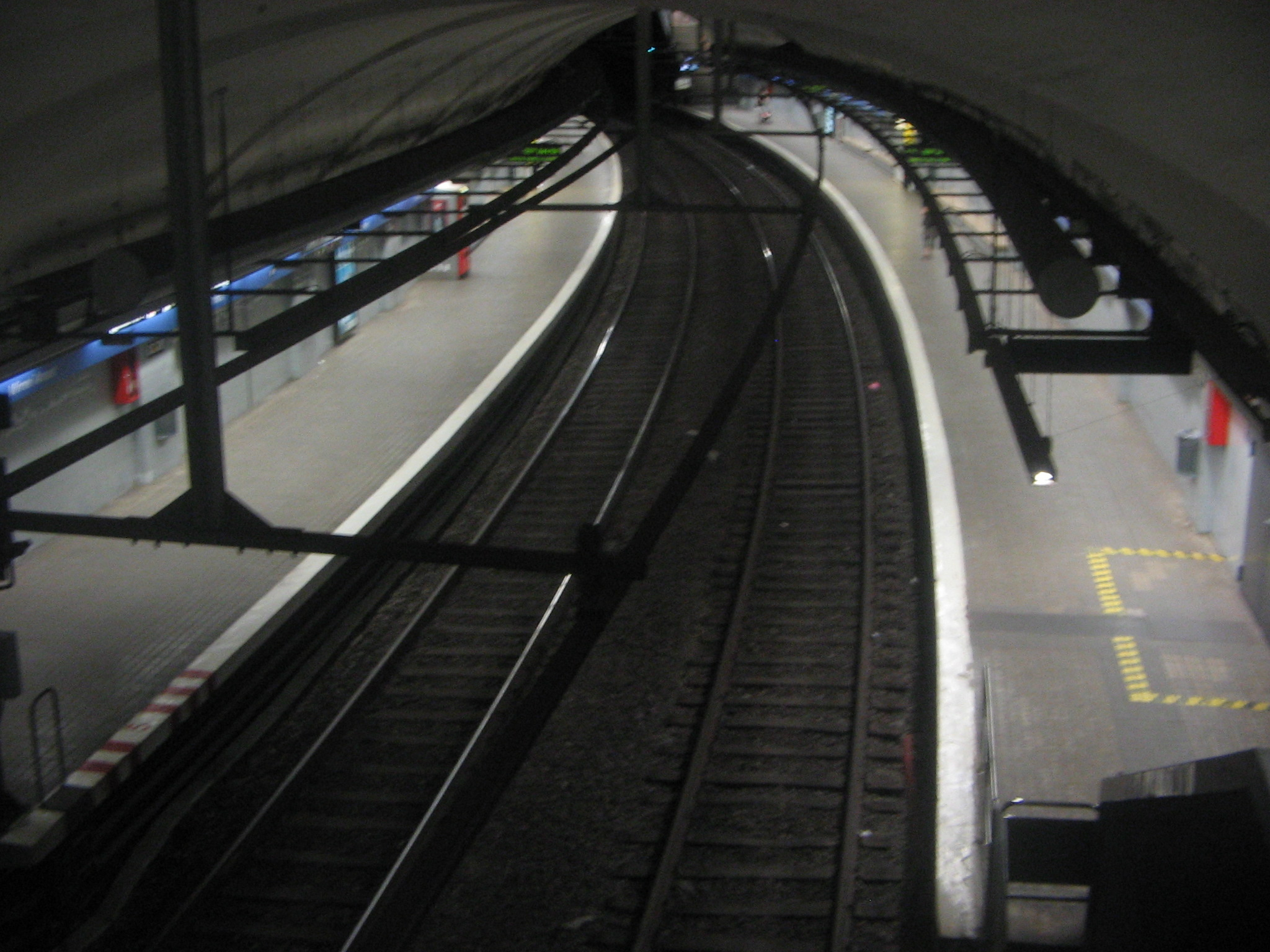
Zona de vías y andenes antes de la remodelación de la estación en 2013.

En noviembre de 2010 la Generalidad de Cataluña adjudicó obras y proyectos relacionados con el transporte público por medio de la empresa Gestió d’Infraestructures S.A. (GISA), por un presupuesto estimado de 157 millones de euros.  En estas adjudicaciones se contemplaba la ampliación y mejora de la estación de Virrei Amat, con un presupuesto total de 8,1 millones de euros. A mediados de agosto de 2011, el Departamento de Territorio y Sostenibilidad de la Generalidad de Cataluña inició las obras de la estación ampliando el presupuesto hasta los 9,3 millones de euros, que incluían las siguientes obras:
- Ampliación y remodelación del vestíbulo del paseo de Fabra i Puig, que pasó de 200 m² a 500 m², instalación de tres ascensores y escaleras mecánicas y construcción de un tercer acceso al vestíbulo de la estación desde la plaza de Virrey Amat próximo al paseo de Fabra i Puig.
- Ampliación del acceso de la calle del Doctor Pi i Molist para dotarlo de escaleras mecánicas.
- Renovación del nivel de andenes que contempló ampliar la altura de los andenes y la renovación de la plataforma de la vía, sustituyendo el balasto por hormigón.
- Construcción de una salida de emergencia en el andén 2 (dirección Cornellà Centre) con el objetivo de cumplir las normas técnicas contra incendios.

El 8 de junio de 2012 el consejero del Departamento de Territorio y Sostenibilidad, Lluís Recoder, visitó las obras junto con el tercer teniente de alcalde, Antoni Vives, y la regidora del distrito de Nou Barris, Irma Rognoni, donde hicieron las siguienets declaraciones respecto a las obras de ampliación:

«Se trata de una obra fundamental para el  distrito y el barrio.»
Irma Rogni, regidora de Nou Barris.

«Ha sido un clamor de los vecinos y usuarios.»
Antoni Vives, tercer teniente de alcalde, en alusión a la petición de remodelar la estación por parte del movimiento vecinal del barrio.

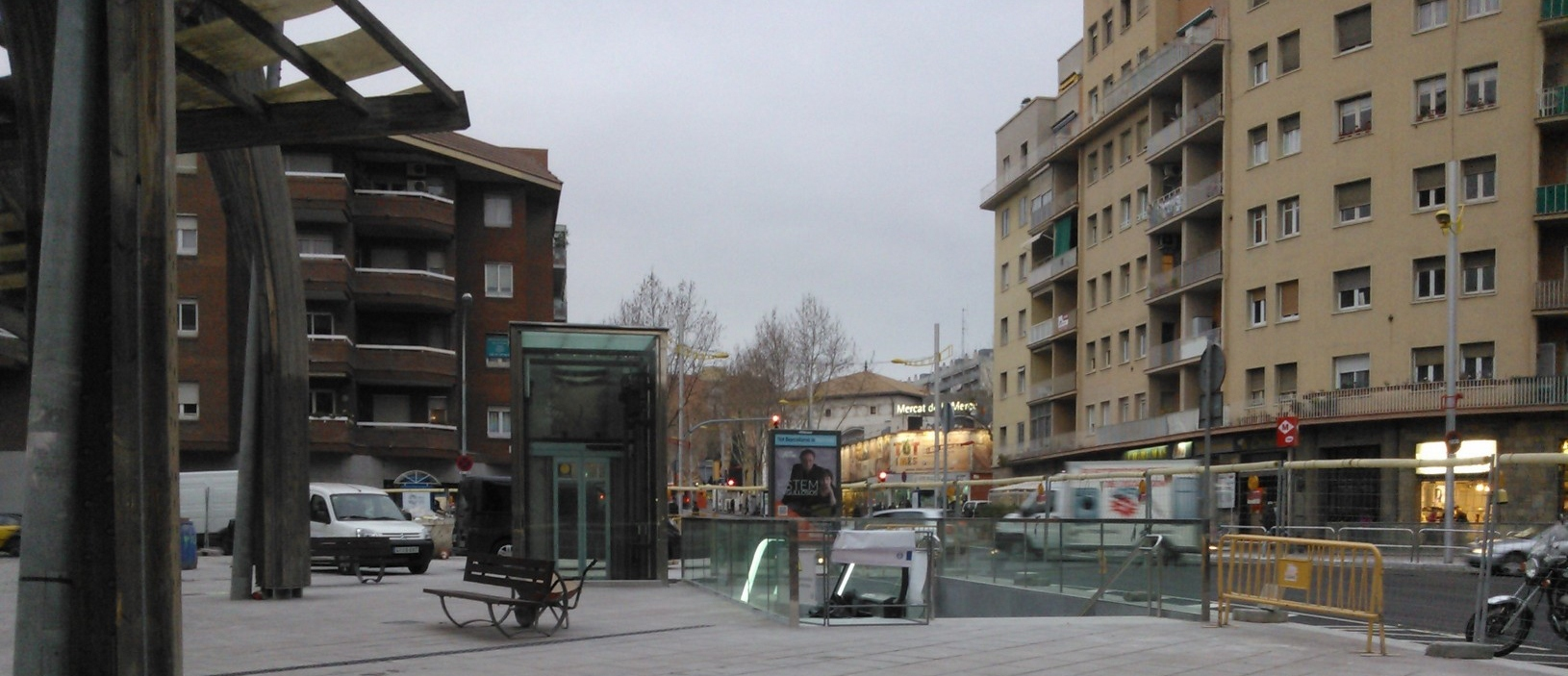
Obras de construcción del acceso de plaza de Virrey Amat en febrero de 2013.

El 10 de enero de 2012, el vestíbulo de Fabra i Puig se cerró con el objetivo de empezar los trabajos de infraestructura y estructura que implican la ampliación y construcción del tercer acceso del vestíbulo, estimándose su apertura para el primer trimestre de 2013. Esta actuación implicó aumentar el número de torniquetes de acceso en el vestíbulo de la calle de Felipe II . El 21 de enero de 2013 las obras entraron en su última fase, una vez finalizados los trabajos de construcción del quinto acceso y la ampliación del vestíbulo de Fabra i Puig. Desde esa fecha, los trabajos en la estación se centraron en el acondicionamiento e instalaciones en el interior de la estación y en la urbanización del exterior. El 22 de marzo de ese mismo año finalizaron los trabajos de ampliación y remodelación de la estación con un coste final de 7 millones de euros, frente a los 9,3 proyectados al comenzar las obras.
A pesar de las mejoras descritas anteriormente, la remodelación de la estación no ha servido para que las personas con silla de ruedas puedan subir desde el andén al convoy de forma autónoma ya que aún existe desnivel entre ambos, aunque de menor distancia comparado con antes de reformar los andenes. Transportes Metropolitanos de Barcelona, operador de la única línea que tiene parada en la estación, anunció un estudio para solucionar este escollo mediante la instalación de rampas desplegables en los trenes, siguiendo el modelo ya existente en el Metro de Shanghái.

## La estación

### Servicios ferroviarios
| << cabecera     | < estación | línea | estación > | cabecera >>   |
| --------------- | ---------- | ----- | ---------- | ------------- |
| Metro           |            |       |            |               |
| Cornellà Centre | Maragall   |       | Vilapicina | Vall d'Hebron |

### Horario
El horario de apertura de la estación es el mismo que el de la línea 5 operada por Transportes Metropolitanos de Barcelona:
| Línea | Lunes a jueves  | Viernes y vísperas de festivos | Sábados y vísperas del 1/1, 24/6, 15/8 y 24/9                     | Domingos                           | 24/12           |
| ----- | --------------- | ------------------------------ | ----------------------------------------------------------------- | ---------------------------------- | --------------- |
|       | 05:00h a 24:00h | 05:00h a 02:00h                | Apertura a las 05:00h y servicio continuado durante toda la noche | Servicio continuo hasta las 24:00h | 05:00h a 23:00h |

### Accesos
- Vestíbulo Paseo de Fabra i Puig:[32]
  - Doctor Pi i Molist
  - Paseo Fabra i Puig con Av. Dels Quinze
  - Plaza Virrey Amat con Paseo Fabra i Puig
- Vestíbulo de la calle de Felipe II:[32]
  - Plaza Virrey Amat con calle Felipe II
  - Plaza Virrey Amat con Av. Dels Quinze

### Enlaces con otros medios de transporte
- Autobús urbano:[33][34]
  - Parada 1958 Av. Borbó-Costa i Cuxart: H6 32 47 50 51 N1 N6
  - Parada 1909 Av. Borbó-Serrano: 132
  - Parada 1589 Doctor Pi i Molist-Pg. Fabra i Puig: 11 32 47 50 51 82 132 N1 N6
  - Parada 0772 Doctor Pi i Molist-Pl. Virrei Amat: 11 32 47 50 51 N1 N6
  - Parada 1592 Pg. Fabra i Puig-Doctor Pi i Molist: 71 122
  - Parada 1593 Pg. Fabra i Puig-Pl. Virrei Amat: 71
  - Parada 0076 Av. Borbó-Pl. Virrei Amat: 34
  - Parada Pl. Virrei Amat: 82

- Bicing:[35]
  - Estación 288 Pl. Virrei Amat